# Moulay Belhamissi
Moulay Belhamissi (en arabe : مولاي بلحميسي), né le 17 janvier 1930 à Mazouna et mort le 1er octobre 2009 à Alger, est un chercheur et historien algérien qui a laissé des traces scientifiques qui pèsent sur la scène scientifique et intellectuelle en Algérie et dans la région du Maghreb,.

## Biographie

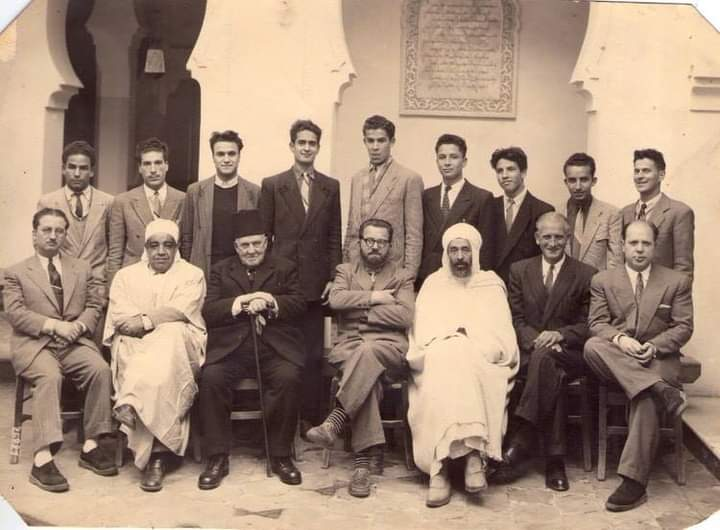
Moulay Belhamissi (le 4e debout de la droite) - Medersa de Tlemcen 1950

Belhamisi est né dans la ville de Mazouna, à l'est de la wilaya de Relizane, et fut l'un des rares à avoir la possibilité de poursuivre ses études à l'époque. Il s'installe à Tlemcen et prend un diplôme de du lycée franco-musulman (1948-1952), puis intègre l'Université d'Alger en 1954. Il est licencié en lettres 1958 et obtient un doctorat, troisième degré en lettres de l'Université d'Aix-en-Provence en 1963, ainsi qu'un certificat d'aptitude professionnelle pour l'enseignement secondaire et souligné en littérature arabe en 1966, et un doctorat en 1972, et un doctorat d'État de l'Université Bordeaux en 1986.

### Profession
Moulay Belhamissi a consacré une grande partie de sa vie à la formation et à l'éducation, la période entre 1955 et 2000 a été témoin de son travail comme professeur dans l'enseignement secondaire, puis à l'université, où il a d'abord occupé le poste de Maitre assistant (1966-1969)
- Tuteur (1969-1986)
- Professeur Chargé de cours (1986-2000)

Il a été élu membre honoraire de l'Institut Ataturk d'Ankara en 1986 Vice-président de l'Association internationale des historiens de la Méditerranée,.

## Publications
- L'Algérie à travers les voyages des Marocains à l'époque ottomane, 1979.
- Histoire de Mazouna, 1981.
- Histoire de Mostaganem, 1981.
- Alger par ses eaux, 1994.
- Les Arabes et la mer dans l'histoire et la littérature, 2003.
- Histoire de la marine algérienne 1516-1830, 1983.
- Captifs algériens en Europe chrétienne, 1988.
- Alger, la ville aux mille canons, 1990.
- La bataille de Zallaga (Andalousie) en 1086 et ses conséquences, 1980 (lire en ligne).